# Tugimaantee 65
De Tugimaantee 65 is een secundaire weg in Estland. De weg loopt van Võru naar Räpina en is 44,0 kilometer lang. 